# Minamiizu
Minamiizu (jap. 南伊豆町 Minamiizu-chō) – miasto w Japonii, na wyspie Honsiu, w prefekturze Shizuoka. Według danych na rok 2020 miejscowość zamieszkiwało 7 877 mieszkańców , a gęstość zaludnienia wyniosła 71,6 os./km².